# Salim Ier d'Anjouan
Salim Ier d'Anjouan, né vers 1707 et mort vers 1741, surnommé « la Grenade du Paradis », est le sultan de l'île d'Anjouan aux alentours de 1711 jusqu'à sa mort.

## Biographie
Ne cachant pas ses ambitions expansionnistes, Salim Ier manœuvre durant son règne pour mettre un homme qu'il croit plus maniable à la tête du sultanat de Mayotte. En 1727, son neveu Salimou ben Mwé Fani prend la place d'Aboubakar ben Omar comme sultan de Mayotte.
À sa mort, Said Ahmed lui succède.